# Davinópolis (kommun i Brasilien, Goiás)
Davinópolis är en kommun i Brasilien.   Den ligger i delstaten Goiás, i den sydöstra delen av landet, 260 km söder om huvudstaden Brasília. Antalet invånare är 2 050.
Omgivningarna runt Davinópolis är huvudsakligen savann. Runt Davinópolis är det mycket glesbefolkat, med 4 invånare per kvadratkilometer.